# گنجینه کیهانی
گنجینه کیهانی نام دومین رمان مشترک استیون و لوسی هاوکینگ است.
استیون هاوکینگ، استاد ریاضیات و فیزیک نظری در دانشگاه کمبریج بود. او پس از اینشتین به عنوان یکی از نوابغ فیزیک نظری به حساب می‌آید. کتاب او به نام تاریخچه زمان، که برای بزرگسالان نوشته است یکی از پرفروش‌ترین کتاب‌های علمی است.
لوسی هاوکینگ دختر استیون و نویسنده چندین رمان علمی-تخیلی  برای کودکان و نوجوانان است و برای بسیاری از روزنامه‌های بریتانیا قلم می‌زند. او به همراه پسرش در کمبریج زندگی می‌کند.
در ژوئن ۲۰۰۶، هاوکینگ که برای یک سخنرانی به هنگ‌کنگ سفر کرده بود، اعلام کرد که تصمیم دارد به همراه دخترش، لوسی، کتابی علمی برای کودکان بنویسد. لوسی هاوکینگ گفت: «[این کتاب] داستانی است برای کودکان که در آن شگفتی‌های گیتی شرح داده می‌شود. بعدها اعلام شد که این کتاب در قالب یه کتاب به رشته تحریر در خواهد آمد. اولین جلد این مجموعه در سال ۲۰۰۶ با عنوانGeorge’s secret key to the universe به چاپ رسید. این کتاب در ایران نیز با نام دریچه‌ای به سوی کیهان ترجمه و توسط انتشارات سبزانچاپ شد. دومین جلد این مجموعه در سال ۲۰۰۸ با عنوان [Geroge’s cosmic treasure hunt] منتشر شد که در ایران با عنوان گنجینه کیهانی (مترجمین: محمد حسین پورعباس، محمد اکبرپور، امیرحسین فرجادنسب) و توسط انتشارات سبزان به چاپ رسید. سومین جلد این مجموعه  George big bang در سال 2011 چاپ شده است. جلد چهارم با نام George and the Unbreakable Code  در سال 2015 و جلد پنجم با عنوان  George and the Blue Moon در سال 2016 چاپ شده است.  